# Mandrare
Le Mandrare est un fleuve du versant sud de Madagascar. Il traverse la région Anosy et se jette dans l'Océan Indien.